# Zygodon hornschuchianus
Zygodon hornschuchianus là một loài rêu trong họ Orthotrichaceae. Loài này được (Hook.) Müll. Hal. mô tả khoa học đầu tiên năm 1849.